# Julius-Echter-Gymnasium
Das Julius-Echter-Gymnasium (JEG) ist ein sprachliches Gymnasium sowie ein Wirtschafts- und sozialwissenschaftliches Gymnasium mit sozialwissenschaftlichem Profil in Elsenfeld im nördlichen Landkreis Miltenberg. 2022 feierte das Gymnasium sein 50-jähriges Bestehen.

## Lage und Verkehr
Die Schule befindet sich am östlichen Rand des Marktes Elsenfeld im unterfränkischen Landkreis Miltenberg (früher: Landkreis Obernburg) und ist im selben Gebäude untergebracht wie die Elsenfelder Realschule.

## Projekte, Fahrten, Austausch
Reguläre Projekte sind das Literarische Quartett, das Theaterabo des Stadttheaters Aschaffenburg für die Oberstufe, Suchtpräventionstage in der Unterstufe, Fahrten nach Weimar und Buchenwald (9. Jgst.), nach Amrum (7. Jgst.), nach Burg Rothenfels (5. Jgst.) sowie in der 11. Jgst. zu verschiedenen Zielen im Rahmen einer Studienfahrt.
Für Schüleraustauschprogramme unterhält das JEG Elsenfeld Kooperationen mit Schulen in Kanada, England, Frankreich, Spanien und Indien, sodass regelmäßig Besuche und Gegenbesuche stattfinden.
Für seine Projekte im Bereich des Sprachunterrichts erhielt es von 2005 bis 2008 den Förderpreis der Stiftung Bildungspakt Bayern Center of Excellence – Zentrum für Schulqualität im sprachlich-literarischen Fachbereich. Seit dem 1. August 2009 ist das JEG für fünf Jahre MODUS-Schule und seit Juli 2010 auch Kooperationsschule der Julius-Maximilians-Universität Würzburg.

## Alumni-Organisation
Die Ehemaligen-Organisation der Schule heißt „Freundeskreis JEG“ und organisiert regelmäßig Veranstaltungen.

## Schulgebäude
Der Schulkomplex, der auch die Realschule umfasst, wurde 2004 bis 2009 umgebaut. Zu Beginn des Schuljahres 2006/2007 wurde der Neubau in Betrieb genommen, am 19. Oktober 2007 wurde der renovierte Altbau eingeweiht und 2011 im letzten Bauabschnitt der Verwaltungstrakt erneuert. Die Ausstattung des Julius-Echter-Gymnasiums beinhaltet eine Mensa, drei Computerräume, eine Studienbibliothek, Fachräume für Biologie, Chemie, Physik, Musik und Kunst sowie einen Mehrzweckraum, der im Jahr 2007 in Erinnerung an die Lyrikerin Hilde Domin, die seit den 1980er Jahren viermal am JEG mit großem Erfolg gelesen und Workshops abgehalten hatte, den Namen Hilde-Domin-Saal erhielt.

## Bekannte Absolventen
- Anja Kohl (* 1970), Journalistin und Moderatorin